# Estadi Tecnológico
L'Estadi Tecnológico és un estadi de futbol de la ciutat de Monterrey, a Mèxic.
Va ser inaugurat el 17 de juliol de 1950 i va ser seu de la Copa del Món de Futbol de 1986. Tenia una capacitat per a 36.485 espectadors.
El 1991 se li instal·là una pista d'atletisme.
Fou demolit el 3 de juliol de 2017 i reemplaçat pel nou Estadi Borregos, que es completà el 2019.